# بيل جروب
بيل جروب أو مجموعة بيل (ويعرف أيضا باسم Groupe Bel أو Fromageries Bel بالفرنسية ) هي شركة متعددة الجنسيات لإنتاج و تسويق الجبن ومقرها في فرنسا .

## العلامات التجارية لبيل جروب
- Adler-Edelcrème
- Apéricube (PartyCubes, Belcube, Cheese&Fun) (1960)
- Babybel (1952, full size; 1977, mini)
- Bonbel (1947)
- Boursin (2007)
- Cantadou
- Cousteron
- Karička
- Karper (2006)
- كاوكاونا
- Kiri (1966)
- (Laughing Cow -> see The Laughing Cow)
- Leerdammer (2002)
- Limiano
- Maredsous
- Merkts
- Picon
- Port Salut
- Price's
- Régal Picon
- Smetanito / Želatava
- Sylphide
- Syrokrém
- Terra Nostra
- البقرة الضاحكة
- البقرة الضاحكة (La vache qui rit) (1921)
- Le Véritable Port Salut (1950)
- Wispride

## أنظر أيضا
- قائمة صانعي الجبن

## روابط خارجية
- لو جروب بيل
- مؤسسة بيل